# Isosturmia
Isosturmia – rodzaj muchówek z rodziny rączycowatych (Tachinidae).

## Wybrane gatunki
- I. aureipollinosa (Chao & Zhou, 1992)[1]
- I. cruciata (Townsend, 1927)[1]
- I. grandis (Chao & Sun, 1993)[1]
- I. intermedia Townsend, 1927[1]
- I. inversa Townsend, 1927[1]
- I. japonica (Mesnil, 1957)[1][2]
- I. picta (Baranov, 1932)[1][2]
- I. pruinosa Chao & Sun, 1992[1]
- I. setamacula (Chao & Liang, 2002)[1]
- I. setula (Liang & Chao, 1990)[1]
- I. spinisurstyla Chao & Liang, 1998[1]